# 李岩 (唐朝)
李岩（?—?），赵州高邑县（今河北省高邑县）人，唐朝官员，李素立曾孙。
李岩之父李从远清密有学，神龙初年至景云年间历任黄门侍郎、太府卿，封赵郡公，谥号懿。李岩十余岁时，唐中宗祀明堂，以近臣子弟执笾豆，李岩进止合礼，授为右宗卫兵曹参军。历任洛阳尉，官至兵部郎中。发扶风兵应姚州、巂州，称旨，转任谏议大夫，封赞皇县伯。官至兵部侍郎。李岩善草书、隶书。为官清廉，担任参军时，制一裘衣，穿着终身。